# Великовці
Велико́вці (болг. Великовци) — село в Тирговиштській області Болгарії. Входить до складу общини Антоново.

## Населення
За даними перепису населення 2011 року у селі проживали 69 осіб.
Національний склад населення села:
| Національність   | Кількість осіб | Відсоток |
| ---------------- | -------------- | -------- |
| турки            | 55             | 94,8%    |
| болгари          | 3              | 5,2%     |
| цигани           | 0              | 0%       |
| інша             | 0              | 0%       |
| не визначились   | 0              | 0%       |
| Всього відповіли | 58             |          |

Розподіл населення за віком у 2011 році:
Динаміка населення: